# Борисы (Брестская область)
Борисы́ (бел. Барысы) — деревня на юго-западе Брестского района Брестской области Белоруссии. Входит в состав Домачевского сельсовета.
Население — 339 человек (2023).

## География
Деревня расположена к юго-западу от Домачево и к северо-востоку от деревни Шикили, вблизи границы с Польшей, от которой деревню отделяет река Западный Буг.
Имеется ясли-сад (открытый в 1990 году) и кладбище. К югу от деревни находится молочно-товарный комплекс «Борисы».

## История
В XIX веке — небольшая деревня Брестского уезда Гродненской губернии в составе имения Домачево.
В 1858 году — владение князя Витгенштейна с 14 ревизскими душами. В 1870 году деревня относилась к Подлужскому сельскому обществу.
По переписи 1897 года — присёлок, 27 дворов и корчма.
В 1905 году — деревня Домачевской волости Брестского уезда.
После Рижского мирного договора 1921 года — в составе гмины Домачево Брестского повята Полесского воеводства Польши, 26 дворов.
С 1939 года — в составе БССР, вошла в колхоз «Беларусь» с центром в посёлке Домачево.

## Население
На 1 января 2023 года численность населения составляет 339 человек, 116 хозяйств
На 2019 год — 375 человек.
На 1 января 2018 года насчитывалось 395 жителей в 122 домохозяйствах, из них 81 младше трудоспособного возраста, 245 — в трудоспособном возрасте и 69 — старше трудоспособного возраста.

## Известные жители и уроженцы
- Осиюк, Лидия Ивановна (1920 — 1984) — доярка, Герой Социалистического Труда.